# Adnação

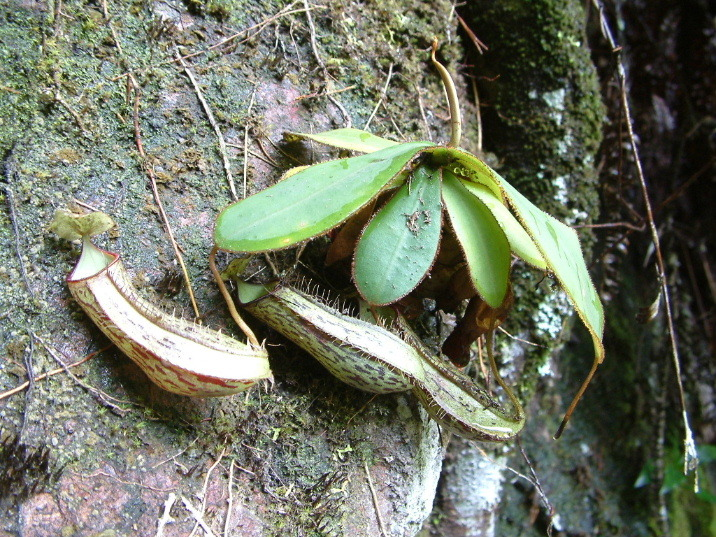
A espécie tropical Nepenthes adnata recebeu esse epíteto específico devido às suas folhas adnatas na base.

Adnação é um termo usado em morfologia vegetal para descrever as fusão entre dois ou mais verticilos, geralmente de uma flor, como por exemplo a fusão entre os estames e as pétalas. Embora mais raramente o termo é usado para indicar a fusão entre folhas, especialmente nos casos em que as folhas emergem a partir de uma estrutura semelhante a uma única bainha comum a todo o verticilo.
Este termo não deve ser confundido com conação, a fusão entre elementos do mesmo verticilo floral.

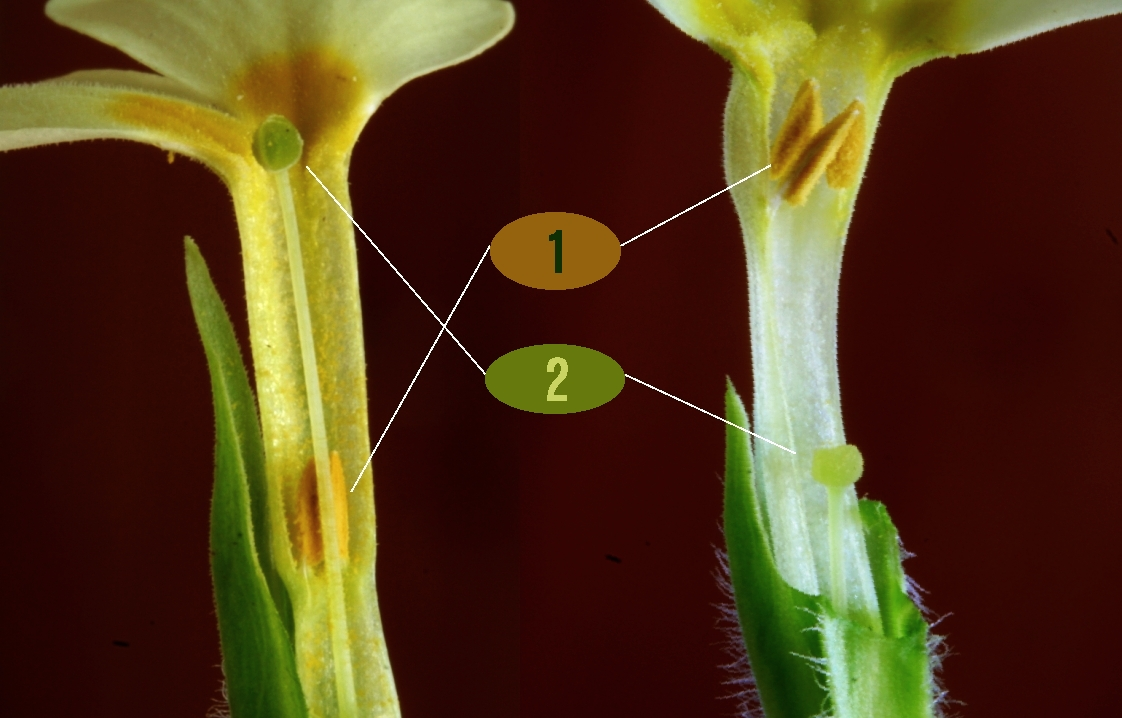
The stamens of Primula vulgaris are adnate to the corolla